# إدواردو كوينونيس
إدواردو كوينونيس (بالإسبانية: Eduardo Quiñones)‏ هو لاعب كرة قدم ومدرب كرة قدم تشيلي في مركز الدفاع، ولد في 28 أبريل 1983. لعب مع كوريكو يونيدو.

## وصلات خارجية
- إدواردو كوينونيس على موقع قاعدة بيانات كرة القدم.إي يو (الإنجليزية)
- إدواردو كوينونيس على موقع Soccerway.com (الإنجليزية)